# Papa's Dream (Los Lobos)
Papa's Dream è un album dei Los Lobos (a nome Los Lobos with Lalo Guerrero), pubblicato dalla Music for Little People Records nel 1995. Il CD ricevette una nomination al Grammy Award del 1995 come miglior album per bambini.

## Tracce
1. La Bamba – 3:05 (Brano tradizionale con testi aggiunti di Eugene Rodriguez e Gilberto Gutierrez, arrangiamento Ritchie Valens)
2. Dialog – 2:14
3. Wolly Bully – 3:18 (Domingo Samudio)
4. Dialog – 0:46
5. Buzz, Buzz, Buzz – 2:34 (John G. Dolphin, Robert Byrd)
6. Dialog – 0:31
7. Route 90 – 3:06 (Clarence Garlow, Leon René con testi aggiunti di Lalo Guerrero)
8. Dialog – 0:21
9. Corrido for Papa Lalo – 2:53 (Brano tradizionale con testi aggiunti di Phillip Rodriguez)
10. Dialog – 0:38
11. La bicicleta – 0:50 (Brano tradizionale)
12. Dialog – 2:40
13. Cielito lindo – 2:45 (Brano tradizionale con testi aggiunti di Eugene Rodriguez, Gilberto Gutierrez, Lalo Guerrero)
14. Dialog – 0:44
15. Dialog – 0:24
16. La mañanitas alegre – 2:37 (Brano tradizionale con testi aggiunti di Eugene Rodriguez, Gilberto Gutierrez)
17. Dialog – 0:17
18. El pato – 2:27 (Brano tradizionale con testi aggiunti di Eugene Rodriguez, Lalo Guerrero)
19. Dialog – 1:12
20. De colores – 2:24 (Brano tradizionale con testi aggiunti di Lalo Guerrero)
21. Dialog – 1:09
22. La mañanitas tapatias – 2:44 (Brano tradizionale con testi aggiunti di Lalo Guerrero)
23. Dialog – 0:46
24. La piñata – 0:39 (Brano tradizionale con testi aggiunti di Eugene Rodriguez)
25. Dialog – 1:09
26. La, la, la – 3:16 (Clarence Paul)
27. Dialog – 0:11
28. La bamba – 2:46 (Brano tradizionale con testi aggiunti di Eugene Rodriguez e Gilberto Gutierrez)
29. Dialog – 0:39
30. Wooly Bully Banda (Reprise) – 1:03 (Domingo Samudio)
31. Dialog – 0:59

## Musicisti
- David Hidalgo - chitarra, voce, accordion, violino, batteria, hidalgarron, basso, guitarrón, requinto jarocho
- Cesar Rosas - voce, chitarra, vihuela, jaranas
- Steve Berlin - sax, tastiere
- Conrad Lozano - basso, guitarrón
- Louie Pérez - batteria, jaranas
- Eugene Rodriguez - cori
- Victor Bisetti - percussioni
- Gilberto Gutierrez - jaranas
- Jimmy Durchslag - trombone
- Los Cenzontles Children's Chorus
- Hugo Arroyo - voce
- Ruth Arroyo - voce
- Eva Brunner-Velasquez - voce
- Ayla Davila - voce
- Kristal Gray - voce
- Amalia Marines - voce
- Silvia Ramirez - voce
- Auxilio Ramirez - voce
- Herman Obregon - voce
- Mark Guerrero, Anne Danzer - cori